# Bong Kalo
Bong Kalo (ur. 18 stycznia 1997 w Tanna) – vanuacki piłkarz grający na pozycji pomocnika w klubie ABM Galaxy oraz reprezentacji Vanuatu. W swojej karierze grał także w vanuackich zespołach: Tafea F.C. i Nalkutan F.C., szwajcarskim piątoligowym klubie FC Ascona oraz fidżyjskim Lautoka FC. W kadrze narodowej 7 listopada 2015 w meczu z Fidżi. Pierwszą bramkę zdobył 15 grudnia 2017 przeciwko Wyspom Salomona. Został powołany na Puchar Narodów Oceanii 2024.